# Apodrosus artus
Apodrosus artus (лат.) — вид жуков-долгоносиков из подсемейства Entiminae (Polydrusini). Название дано по признаку узкой формы тела от латинского слова artus, означающего «узкий».

## Распространение
Северная Америка: Гаити и Пуэрто-Рико.

## Описание
Жуки-долгоносики мелких размеров, длина тела от 3,5 до 4 мм. Форма тела узкая, длина в 3 раза больше ширины. Рострум немного длиннее головы. Основная окраска желтовато-коричневая, зелёная и чёрная, блестящая. Крылья и плечевые бугры развиты. Усики 12-члениковые. Нижнечелюстные щупики 3-члениковые, нижнегубные щупики состоят из трёх сегментов. Вид был впервые описан в 2010 году в ходе родовой ревизии, проведённой пуэрто-риканскими энтомологами Jennifer C. Girón и Nico M. Franz (Department of Biology, Университет Пуэрто-Рико, Маягуэс, Пуэрто-Рико).